# Sigsbeia conifera
Sigsbeia conifera is een slangster uit de familie Hemieuryalidae.
De wetenschappelijke naam van de soort werd in 1914 gepubliceerd door René Koehler.